# Albi di Speciale Dragonero
Speciale Dragonero è una serie a fumetti creata da Stefano Vietti e Luca Enoch per la Sergio Bonelli Editore.
Si tratta di uno spin off della serie Dragonero realizzato interamente a colori a cadenza inizialmente annuale poi semestrale.
| Nr. | Data edizione edicola | Data edizione libreria | Titolo                        | Soggetto e sceneggiatura    | Disegni                                                         | Colori                                              | Copertina                                             |
| --- | --------------------- | ---------------------- | ----------------------------- | --------------------------- | --------------------------------------------------------------- | --------------------------------------------------- | ----------------------------------------------------- |
| 1   | Luglio 2014           | n/a                    | La prima missione             | Luca Enoch - Stefano Vietti | Cristiano Cucina e Manolo Morrone                               | Paolo Francescutto (Gotem Studio)                   | Mario Alberti                                         |
| 2   | Luglio 2015           | Marzo 2019             | Avventura a Darkwood          | Stefano Vietti              | Walter Venturi                                                  | Luca Dell'Annunziata (GFB Comics)                   | Michele Rubini                                        |
| 3   | Luglio 2016           | Aprile 2022            | Il Globo delle Anime          | Stefano Vietti              | Gianluca Pagliarani                                             | Piky Hamilton                                       | Emiliano Mammucari                                    |
| 4   | Luglio 2017           | Marzo 2020             | La principessa delle sabbie   | Luca Enoch                  | Alessandro Bignamini                                            | Piky Hamilton                                       | Jacopo Camagni                                        |
| 5   | Luglio 2018           | Marzo 2021             | La muraglia dei Troll         | Stefano Vietti              | Gianluca Gugliotta                                              | Piky Hamilton                                       | Raul e Gianluca Cestaro                               |
| 6   | Luglio 2019           | n/a                    | Le ali della Strige           | Luca Enoch                  | Emanuele Gizzi                                                  | Piky Hamilton                                       | Nicola Mari - Barbara Ciardo (colorazione)            |
| 7   | Luglio 2020           | n/a                    | Cuore di tenebra              | Luca Enoch                  | Alessandro Pastrovicchio                                        | Piky Hamilton                                       | Fabrizio de Tommaso                                   |
| 8   | Luglio 2021           | Aprile 2024            | Il viaggio degli eroi         | Luca Enoch                  | Gianluigi Gregorini                                             | Piky Hamilton                                       | Michele Rubini                                        |
| 9   | Novembre 2021         | n/a                    | I figli del mito              | Luca Enoch                  | Cristiano Cucina e Vincenzo Riccardi                            | Martina Saviane, Simona Fabrizio, Vincenzo Riccardi | Gianluca Pagliarani                                   |
| 10  | Luglio 2022           | n/a                    | Il regno dei lupi             | Luca Enoch                  | Massimo Dall'Oglio                                              | Massimo Dall'Oglio                                  | Massimo Dall'Oglio - Paolo Francescutto (colorazione) |
| 11  | Novembre 2022         | n/a                    | Sole rosso                    | Stefano Vietti              | Giuseppe Matteoni                                               | Paolo Francescutto                                  | Giuseppe Matteoni                                     |
| 12  | Luglio 2023           | n/a                    | Smeraldi in fiamme            | Luca Barbieri               | Alessandro Bignamini, Alessandro Pastrovicchio e Walter Venturi | Simona Fabrizio e Davide D'Alessandro               | Nicola Genzianella                                    |
| 13  | Novembre 2023         | n/a                    | La testa del Serpente         | Luca Enoch                  | Gianluca Pagliarani                                             | Alessandra Baccaglini                               | Gianluca Pagliarani                                   |
| 14  | Luglio 2024           | n/a                    | La fine del tempo             | Stefano Vietti              | Luca Bulgheroni                                                 | Paolo Francescutto                                  | Francesco Rizzato                                     |
| 15  | Novembre 2024         | n/a                    | La montagna dell'orrore       | Luca Enoch                  | Alessandro Bignamini                                            | Martina Saviane                                     | Alessandro Bignamini                                  |
| 16  | luglio 2025           | n/a                    | Il laboratorio del Tecnocrate | Stefano Vietti              | Antonella Platano                                               | Alessandra Baccaglini e Martina Saviane             | Giancarlo Olivares                                    |

## La prima missione
Dopo aver perso un'accanita partita, Ian e Gmor pagano da bere ai loro amici presso una locanda di Solian. Mentre chiacchierano e bevono giovialmente un loro amico, Berwal, chiede ai due come si fossero ritrovati a intraprendere insieme la carriera di Scout. Non trovandoci nulla di male, essendo tra amici, Ian inizia a raccontare.
Circa cinque anni prima, il giorno dopo aver lasciato l'esercito e la città imperiale di Vàhlendàrt, Ian si mise in viaggio verso est con l'intenzione di raggiungere Solian e erigervi la propria casa. Lungo la via si fermò presso una locanda dove ebbe l'occasione di rivedere un volto a lui noto: il generale Raul Jarras.
Senza voler badare ai convenevoli, Ian e Jarras parlarono degli ultimi avvenimenti che sono accaduti nella vita del giovane Varliedarto, dalla missione fallita oltre il Vallo, al suo processo terminato con la sua assoluzione, alle scelte compiute durante lo svolgimento del medesimo. Ascoltate le intenzioni del suo ex-sottoposto per il suo prossimo futuro, Jarras informò Ian di aver parlato di lui a Yeraban Sarra, il comandante del Corpo degli Scout Imperiali, e gli consigliò di entrare a far parte del Corpo Scout, date le qualità in suo possesso e l'addestramento ricevuto sia nell'esercito sia presso la sua famiglia. Il Varliedarto gli promise che ci avrebbe pensato. Prima di accomiatarsi, Jarras gli fece dono di un cavallo e gli ricordò la principale regola del Corpo Scout nel caso avesse deciso di entrarvi: nessuno Scout può viaggiare da solo.
Riprendendo il viaggio, Ian, con ancora in mente le parole del suo ex-comandante, si diresse presso un monastero di monaci destiniani, un ordine dedito in particolar modo alla trascrizione e conservazione di libri e testi, "memoria di ciò che è stato", per ricongiungersi al suo vecchio amico orco Gmor Burpen che gli aveva scritto, tempo addietro, di aver trovato rifugio presso di loro. Ian ebbe così modo di vedere come il suo amico avesse trovato serenità presso il monastero e si fosse adattato alla vita monacale, adottando saio e tonsura e dedicandosi alla lettura delle "cose scritte", ovvero i libri.
Ian non fece in tempo a parlare a Gmor della sua proposta di entrare nel Corpo Scout che al monastero giunse un messaggio di aiuto: tre monaci partiti una decina di giorni prima per raggiungere una biblioteca perduta presso i Monti Nomeidei, erano rimasti intrappolati presso la stessa biblioteca a causa dell'attacco di un Elementale, un demone corrotto proveniente dal mondo degli Abominii, e dei suoi famigli. I due amici si ritrovarono così a partire per i monti al seguito del chierico Ayabar, un uomo piuttosto rude e dal carattere difficile.
Riusciti a raggiungere il tempio ove si trovava la biblioteca, i tre vennero attaccati da innumerevoli piccole creature bluastre: i famigli dell'Elementale. Facendosi strada con le armi riuscirono a raggiungere il rifugio dei monaci, protetto da una campana votiva che fungeva fin da tempi precedenti da artefatto refrattario contro le forze malevole. Un monaco, Lioned, spiegò loro che entrando nella biblioteca avevano risvegliato il demone che in passato aveva preso possesso del luogo e che nel tentativo di trovare rifugio dai famigli uno di loro, Deario, era stato morso e avvelenato. Non potendo abbandonarlo, si presero cura di lui e mandarono un messaggio al monastero per ricevere rinforzi.
Venendo a sapere delle condizioni del monaco ferito, Ayabar propose di fare immediato ritorno al monastero per offrirgli cure apposite, ma Ian si oppone alla decisione di lasciare quel luogo in mano agli Abominii con il rischio che altri come loro potessero venire attaccati. L'Elementale andava distrutto. Ayabar alla fine concorda con Ian dato che era anche colpa loro se il demone si era risvegliato. Coricato il ferito presso la campana votiva e approntato un piano, il chierico, Ian e Gmor si addentrarono nelle profondità del tempio.
I tre si resero presto conto della natura del demone, un Elementale della foresta che aveva avvinghiato con le spire del suo corpo, simili a grossi rampicanti spinati, l'intera struttura sotterranea del tempio. Approntate le armi in modo da ferire la creatura, scesero ulteriormente nel sottosuolo fino a raggiungere un tunnel di nuda roccia che conduceva ad una grotta ricolma dei rampicanti del demone. La creatura si era avviluppata intorno ad una fonte di luce, che si rivelò essere un Dakpa Sonam, ovvero un libro di preghiere pervaso da energia mistica. L'Elementale era come in contemplazione di quello oggetto pericoloso per lui, ma che al contempo lo affascinava.
Vedendo le spire muoversi, Ayabar prese il libro e i tre si diedero alla fuga verso la superficie. Il demone cercò di impedire la loro fuga e nel farlo riuscì a ghermire Gmor e a farlo precipitare. Mentre Ayabar era intenzionato a mettere in salvo il libro, Ian decise di gettarsi in aiuto dell'amico. Ritrovatolo imprigionato dentro un groviglio di rampicanti, Ian si ritrovò faccia a faccia con l'Elementale che lo assalì mettendolo alle strette. Solo dopo aver conficcato "Tagliatrice Crudele" nel petto della creatura Ian ebbe la possibilità di liberare Gmor, ma durò poco. Fortunatamente Ayabar arrivò in loro soccorso con il Dakpa Sonam tra le mani. Il chierico chiese perdono a Ian per essersi fatto accecare dal valore di quel libro, ma avrebbe rimediato al suo errore.
Dopo aver indicato la via di fuga a Ian e Gmor, Ayabar utilizzò il libro contro il demone causando un'esplosione accecante. Riusciti a risalire e riunitisi al terzetto di monaci si allontanarono dal tempio che stava franando sotto i loro piedi. Una volta al sicuro videro il tempio collassare su stesso. Ritornati al monastero e celebrata la veglia funebre a memoria di Ayabar, Ian e Gmor ebbero finalmente modo di parlare del motivo che aveva spinto Ian in quel luogo di preghiera.
Rievocato ancora una volta ciò che gli era capitato nell'ultimo anno, Ian lo informò della sua intenzione di unirsi al Corpo Scout e che aveva bisogno di un compagno di ventura. Gmor non seppe cosa rispondergli poiché in quel luogo aveva trovato serenità e persone che lo avevano accettato senza indugi. Ian gli chiese di pensarci e che se avesse cambiato idea di raggiungerlo presso la città di Solian, cosa che poi avrebbe fatto.

### Approfondimenti
- Questa è considerata la prima missione di Ian e Gmor in coppia a livello ufficioso in quanto non erano ancora stati accolti nel Corpo Scout. La loro prima vera missione come Scout ufficiali viene narrata nell'albo venticinquesimo della serie regolare, La porta sul buio.

## Avventura a Darkwood
Ian, Gmor e Myrva si trovano nei pressi di un presidio decaduto dei confini esterni delle Paludi di Mahlga, nel Margondàr del Nord, sulle tracce di un tecnocrate rinnegato, Oram Thais associatosi con dei Ghoul a cui a fornito armi da fuoco. Sgominati i Ghoul posti di guardia, i tre agenti dell'Impero si insinuano nelle rovine fino a raggiungere una vasta camera sotterranea dove si cela uno strano macchinario costruita da Thais, custodita da due sentinelle.
Avuto ragione di loro, i tre osservano la misteriosa macchina: essa è collegata ad una Pietra Sonora degli Ubiqui, un artefatto antico, di cui esistono esemplari sparsi per tutto l'Erondàr, con il potere di aprire passaggi attraverso lo spazio e il tempo. Myrva e Ian pensano che possa essere il mezzo per raggiungere il luogo in cui Thais si nasconde. Lo Scout decide che lui e Gmor si metteranno sulle tracce del rinnegato, mentre Myrva, essendo l'unica in grado di comprendere il funzionamento del macchinario, resterà al presidio e contattando le forze imperiali per poter dar loro manforte.
Grazie alle abilità della tecnocrate la macchina si attiva aprendo un portale di luce. Ian e Gmor lo attraversano, ritrovandosi in una rigogliosa foresta nel cuore della notte. Alta nel cielo vi è però solo una luna invece delle due a cui entrambi sono abituati; Ian trova un'altra pietra degli Ubiqui e ipotizza che quello in cui si trovino sia un altro mondo, diverso dal loro. Anni prima Alben gli aveva parlato della possibile esistenza di altri mondi e che forse era anche possibile raggiungerli. Thais deve aver pensato per anni al suo piano e ora il loro compito è quello di impedirlo il prima possibile per il bene di entrambi i mondi.
Mentre i due Scout esplorano i dintorni due figure si avvicinano nel buio della notte: un uomo alto e vestito di una casacca rossa fuoco accompagnato da un altro di più bassa statura. Ian non sapendo chi possano essere punta contro i due una freccia intimandogli di non muoversi. Entrambi non comprendono la lingua del proprio avversario e la situazione degenera in uno scontro senza esclusione di colpi fino a quando Gmor non prende in ostaggio il più basso dei due ponendo fine alla lotta. Prima che altro possa accadere, la Pietra Sonora riluccica. Lasciati i due sconosciuti con Gmor, Ian trova ciò che Myrva ha inviato loro: due medaglioni.
Intuendo la loro funzionalità, Ian ne indossa uno e finalmente riesce a farsi comprendere da suoi prigionieri, dando poi il secondo a Gmor. Gli Scout fanno così la conoscenza di Zagor e Cico della foresta di Darkwood, anch'essi sulle tracce dei Ghoul di Oram Thais a causa delle loro razzie ai danni di mercanti e anche di contrabbandieri. I quattro decidono di unire le forze e di seguire le tracce lasciate dai loro nemici fino ad una catena montuosa dove avvistano un bivacco di Ghoul.
Per proseguire senza creare allarmi nei loro nemici, Ian e Zagor decidono di fingersi prigionieri di Gmor; vinto lo scetticismo delle guardie, il gruppo si dirige verso l'accampamento nemico e scoprono che Thais ha fatto scavare la montagna in cerca di carbone e metallo per poi fonderlo e poterlo utilizzare. Venendo infine scoperti da un orco il gruppo ingaggia battaglia con i servi del tecnocrate. Rimasti divisi, Ian e Zagor penetrano nella miniera e raggiungono un antro al cui interno si cela un'alta torre di ferro alimentata da una grossa gemma di Pietra Luce.
I due eroi vengono però circondati dal tecnocrate e dai suoi Ghoul e costretti alla resa. Thais spiega loro i motivi delle sue azioni ovvero costruire lontano dalla percezione dei Lùresindi, una macchina in grado di distruggere il legame mistico che intercorre tra la natura e i maghi in modo da poter dare inizio all'"era della ragione pura e della tecnica". Il suo piano ormai è giunto alla conclusione, non gli resta altro che ritornare nell'Erondàr attivando una pietra degli Ubiqui contenuta nella sua torre di ferro.
Oram Thais aziona la sua macchina e, nonostante Gmor abbia cercato di impedirlo scagliando la sua ascia contro la Pietra Luce, tutti vengono trasportati sull'altopiano del Margondàr dove già in precedenza aveva collocato un'altra Pietra Sonora. Le forze di Thais vengono però accolte da un intero squadrone di cavalieri imperiali guidati da Myrva. La donna aveva infatti scoperto che in quell'area si erano verificati movimenti di Ghoul e lampi di luce verde, tipici delle Pietre Sonore, decidendo di guidarvi le truppe di supporto ricevute dalla vicina basa imperiale di Ryga.
Mentre i soldati hanno la meglio sui servi di Thais, questo ingaggia uno scontro con lo "Spirito con la scure": è sconfitto, ma riesce a ferire Zagor con un colpo di pistola. Ian riesce tramite la scure di Zagor a infrangere il vetro di protezione e ad estrarre la Pietra Luce, causando la distruzione della Pietra Sonora all'interno della macchina, causando un vortice che risucchia lo Scout e Oram Thais.
Il tecnocrate muore nel tentativo di uccidere Ian che invece viene salvato da Zagor e Gmor giusto in tempo, prima che il vortice si sigillasse. Cessata la minaccia, Myrva attraverso la Pietra Sonora del vecchio presidio, apre un portale permettendo a Zagor e a Cico di fare ritorno a Darkwood.

### Approfondimenti
- I quattro eroi prima di separsi hanno modo di scambiarsi dei doni: Gmor regala a Cico un libro di ricette dell'Erondàr mentre Zagor dona a Ian la sua scure che lo Scout aggiunge ai suoi cimeli.
- Quando Gmor e Cico si incontrano, l'orco gli chiede se ha mai incontrato altri come lui prima e lui risponde affermativamente, anche se quelli da lui incontrati erano esseri umani tramutati in orchi da un malvagio stregone[3].
- Myrva dopo aver incontrato Cico e aver sentito il suo nome per esteso dice "Ehm... un nome che a scriverlo tutto si finirebbe l'inchiostro di un calamaio". Questa battuta si richiama ad una storia che vede Cico partecipare ad un processo in cui il cancelliere non riuscì a trascrivere per intero il suo cognome a causa dell'esaurimento dell'inchiostro[4].

## Il Globo delle Anime
Ian, Gmor e Sera si trovano sulle tracce di un gruppo di corsari che hanno comprato una partita di armi da fuoco illegali per mezzo di una tecnocrate corrotta che Ian e Myrva avevano affrontato in precedenza. I tre compagni raggiungono le grandi foreste nel Sud-Est dell'Erondàr presso il confine con il regno dei re pastori, dove hanno modo di assistere ad uno scambio tra i corsari e un signorotto dell'Enclave dei Grandi Laghi.
L'uomo offre loro una misteriosa cassa al cui interno si rivela celarsi un oscuro demone, il cui nome è Ekimmu. La creatura riesce a percepire la presenza dei tre e si mette al loro inseguimento; dopo una rapida fuga, Ian decide di affrontarlo per dare ai suoi amici una possibilità di salvezza, ma non ha alcun risultato poiché Ekimmu si fa strada, scagliando da parte lo Scout e Gmor, fino a ghermire Sera e risucchiarle l'anima.
Il demone viene richiamato dal suo padrone e ad Ian e Gmor non resta che portare la giovane elfa da Alben in modo da poterla salvare. Il vecchio Lùresindo ammette di non poterlo fare, ma di conoscere qualcuno in grado di aiutarli: Ige Ghenna, una potente donna che vive in solitudine dedicandosi alle proprie ricerche
La donna, che vive sola in un maniero presso i monti Nomeidei, mette la giovane elfa all'interno di un macchinario di sua invenzione che le permetterà temporaneamente di sopravvivere. Il solo modo di recuperare l'anima di Sera dal demone è usare il Globo delle Anime, potente oggetto in cui Ian si è imbattuto in una missione tempo prima; la sua ubicazione è presso il castello di un genio che se ne era impossessato per propri scopi personali.
Mentre Alben e Gmor si occupano del suo recupero, Ian si mette sulle tracce dei corsari che sono in possesso di Ekimmu. Raggiunti presso la città portuale di Ghavenàrt, Ian cerca di ragionare con loro essendo venuto a sapere perché abbiano voluto ottenere quel demone: vendicarsi di una violenta tribù di orchi razziatori, i Fratelli di Nhurga, che in passato hanno distrutto il loro villaggio massacrando donne, vecchi e bambini.
Il tentativo di Ian non va a buon fine, venendo tramortito e lasciato in un vecchio magazzino per poi essere liberato da Gmor e Alben che lo hanno rintracciato grazie alla magia. I due sono riusciti a recuperare il Globo e ragguagliati dalle notizie dello Scout si dirigono verso il villaggio degli orchi razziatori, conosciuto da Gmor.
Giunti nel loro villaggio all'interno di una caverna presso una scogliera, i tre scoprono che i corsari sono stati catturati dagli orchi rimasti mentre il grosso della tribù si trova per mare. Eliminate le guardie e liberati i corsari, che non hanno scatenato la furia del demone a causa della presenza di donne e bambini nel villaggio, si fanno condurre da questi nel luogo in cui si trova la cassa di Ekimmu. Grazie al Globo delle Anime, Ian riesce a liberare l'anima di Sera, ma lo Scout ha intenzione di uccidere il demone, liberando tutte le anime sue prigioniere. Ian decide di far prevalere la volontà oscura di Tagliatrice Crudele, riuscendo così a sconfiggerlo.
Fatto ritorno al maniero di Ige Ghenna, la donna riesce a risvegliare Sera che, immemore del tempo passato all'interno di Ekimmu, riabbraccia felice i suoi compagni, uscita come rinvigorita da quella terribile esperienza.

### Approfondimenti
- Questo Speciale si ricollega agli eventi dell'albo di Dragonero 38, uscito nello stesso mese, e alla trama di Dragonero 36
- La misteriosa donna a cui Ian e i suoi compagni si rivolgono, Ige Ghenna, è la sorella di Horacio Ghenna, capo della Gilda dei mercanti, e cugina del re di Aergyll, uno dei regni alleati dell'Impero Erondariano.
- Durante la ricerca del Globo delle Anime, Gmor si imbatte nello spirito di Bulko, un amico d'infanzia suo e di Ian. Attraverso il suo sguardo ha potuto vedere la verità sulla sua morte in battaglia, non per mano di molti soldati, ma di uno solo, Khail Davenant. Nel raccontare questo al suo amico umano, Gmor omette proprio questo particolare.

## La principessa delle sabbie
Durante una missione per contrastare una rete di contrabbandieri, Ian Aranill si imbatte, presso una piattaforma commerciale aerea per aerostati, in Etor Orhill un suo vecchio commilitone dei tempi dell'Accademia Militare, in missione anche lui come scorta per una coppia di donne che lo scout intuisce provenire dai Regni Meridionali.
In seguito a dei diversivi esplosivi una delle due donne viene rapita. Grazie ad una coppia di pietre magiche in possesso delle due donne, si scopre che i rapitori si sono diretti verso Est. A causa delle esplosioni non c'è nessun aerostato disponibile per l'inseguimento, ma i tre riescono lo stesso a partire grazie a quello di due contrabbandieri che Ian aveva catturato in precedenza.
Raggiunto il dirigibile dei rapitori, Ian, Ethor e Gaëlig, guardia del corpo della rapita principessa Abayomi, si gettano per raggiungerlo con l'ausilio delle "giare soffianti", una sorta di paracadute. Riusciti nell'impresa, i tre danneggiano il pallone che sostiene il mezzo costringendolo ad atterrare presso un villaggio sulle coste desertiche del Vachondàr, il "Paese Vuoto". Grazie alle "Pietre gemelle" i tre riescono a trovare la principessa, rinchiusa in una grossa giara. Il rapitore di Abayomi è però uno stregone che, scoprendo di essere inseguito, evoca una tempesta di sabbia che li costringe a cercare riparo presso una delle case del villaggio, mentre lo stregone e i suoi si dirigono verso il deserto.
Ottenuto delle cavalcature i tre si gettano all'inseguimento venendo ostacolati durante la notte dalle terribili creature del posto, le "Piovre della sabbia". La mattina dopo la "Pietra sorella" di Gaëlig si rompe, segno che quella in possesso di Abayomi deve essere stata distrutta. Rimasti senza una guida sicura, i tre viaggiatori proseguono nella stessa direzione che fino a quel momento la pietra aveva indicato portandoli presso un'oasi chiamata "Fontana dei giganti" dove una sciamana fornisce loro la giusta destinazione mettendoli al contempo allerta: il luogo in cui i rapitori si trovano è chiamato Gizavizuri, un luogo di morte. Oltre a ciò li avverte che anche loro sono inseguiti, dalle Piovre delle sabbie che già in precedenza li avevano assaliti.
Raggiunte le fortificazioni dei nemici, i tre orchestrano un piano per oltrepassarle durante la notte sfruttando sia Piovre che un composto esplosivo, in modo da falcidiare gli avversari posti nel presidio. La loro manovra riesce e Ian raggiunge la sala dove la principessa è tenuta prigioniera, ma una sorpresa lo attende: Abayomi era riuscita a liberarsi e a uccidere lo stregone seppure nel farlo abbia perso l'uso della vista. Date alla principessa le cure necessarie, Abayomi ringrazia Ian e Etor di averle riportato la sua Gaëlig, senza la quale non potrebbe vivere.

### Approfondimenti
- Gaëlig non è semplicemente una guardia del corpo di Abayomi, lei è la sua "Sposa di scudo e spada". Secondo un'antica usanza molto diffusa tra la nobiltà di Harejangal, regno di origine della principessa, Gaëlig ha giurato di proteggerla per tutta la durata della sua vita.

## La muraglia dei Troll
Nel regno di Raghnar si sono verificati violenti attacchi da parte di feroci Troll, molto più frequenti del normale. Ciò ha spinto a contattare l'Impero affinché porgesse loro aiuto. La richiesta viene colta tempestivamente e la Cancelleria Imperiale invia il mago militare Raim Dekra, ovvero un Lùresindo a cui l'imperatore a concesso di studiare magie oscure per scopi bellici, insieme agli Scout Ian Aranill, Gmor Burpen e Sera di Frondascura.
Ad accogliere il gruppo vi sono Yannah, anch'ella membro del Corpo degli Scout Imperiali, e suo padre Faram, capo dei villaggi uniti di Raghnar, che li mettono subito al corrente del loro piano di azione per venire a capo dell'allarmante questione: compiere una incursione presso la caverna sacra di Trollvahr. Urgente è la necessità di scoprire se dietro a quelle insolite aggressioni ci sia la mano delle Regine Nere, la cui minaccia incombente è ormai fatto palese e conosciuto.
Per raggiungere la meta nel minor tempo possibile il gruppo, al quale si uniscono anche Yannah e il capo delle guardie Kraim, segue la proposta del Nano Dalgha, esperto navigatore di fiumi sotterranei, ovvero quella di percorrere l'antica via fluviale che passa all'interno catena montuosa del Suprelùrendàr, catena montuosa della zona occidentale dell'Erondàr, giungendo così al mare e poi da lì verso Nord risalendo le montagne a cui si appoggia il Grande Vallo. Un percorso rischioso, ma più veloce degli altri.
Intrapresa la navigazione all'interno delle ampie caverne sotterranee, il gruppo viene attaccato durante una sosta da dei "demoni urlatori", creature antropofaghe che abitano quelle cavità, che causa la separazione forzata di Ian e Sera dal resto dei compagni. Mentre il battello prosegue il suo percorso lungo il fiume, i due cercano una via che permetta loro di raggiungere il resto del gruppo prima che sia troppo tardi.
Muovendosi attraverso antiche vie realizzate dai Nani, Ian e Sera finiscono prima all'interno di catacombe ricolme di ossa elfiche e poi in un vasto salone in cui giacciono altri resti elfici. Attraverso delle antiche iscrizioni sulle pareti, Sera trova conferma alle parole di Ian su quello che probabilmente è accaduto in quel luogo: Elfi Neri in fuga verso Ovest furono rinchiusi con l'inganno in quella caverna dai Nani che avevano loro un passaggio sicuro verso il mare. In passato infatti l'Imperatore Vrlam Erondàr aveva tentato di massacrarli mentre se ne stavano andando dall'Ecumene, per evitare future minacce.
Le iscrizioni rivelano che i maghi elfici riuscirono dopo molto tempo a realizzare un portale di passaggio per portare via i sopravvissuti da quel luogo di morte, infestato da qualcosa che li minacciava. Quella stessa creatura, nata dalla sofferenza degli elfi imprigionati, si manifesta di fronte ad Ian e Sera e li aggredisce con violenza. Mentre Dragonero cerca di tenerlo a bada, Sera cerca un modo per attivare il portale imbattendosi in un denhir, uno strumento adibito proprio a quella funzione. Sera riesce nel suo intento, ma Ian le ordina di fuggire da sola, poiché intenzionato a distruggere la creatura ed annullarne la minaccia; l'elfa si rifiuta di andarsene senza di lui, costringendolo a ritirarsi.
I due, trasportati dal denhir su una spiaggia, riescono a ricongiungersi ai loro compagni fuoriusciti dal fiume sotterraneo con il battello e seguite le indicazioni di Kraim che aveva percepito la loro presenza. Il gruppo riunito prosegue così verso Nord lungo una stretta via di montagna nel mezzo di una bufera di neve, giungendo fino alla loro meta. Qui scoprono delle insolite uova di Troll custodite sotto cumuli di polvere roccioso, con delle strane incisioni e pervase da una magia non della loro natura. A quel punto numerosi Troll li assalgono con ferocia, uccidendo Dhalga caduto nelle mani di uno di loro.
I restanti riescono a scappare fuori dalla grotta venendo però inseguiti dai Troll, protetti dalla luce solare dalla tormenta di neve in corso. Per loro fortuna la pista di montagna conduce Ian e compagni presso un avamposto imperiale abbandonato in cui si asserragliano per affrontare gli inseguitori. Lottando per la vita riescono ad abbattere i primi tre Troll, perdendo però Kraim nello scontro, ma solo l'intervento di Raim Dekra permette la distruzione della seconda ondata di Troll, diradando le nubi tempestose e consentendo ai raggi del Sole di colpire le creature pietrificandole.
Tornati al villaggio di Yannah, Ian consegna a Faram una delle uova trovate nella grotta dei Troll. Non sapendo che tipo di magia lo impregni, il capo-clan decide che avrebbe contattato un Lùresindo affinché lo studiasse mentre i confini del regno sarebbero stati messi sotto sorveglianza per scongiurare altri improvvisi attacchi da parte delle creature.
Gli strascichi di quella vicenda si sarebbero visti presso la battaglia della piana dei Ciclopi dove un'orda di Troll viene scagliata contro le forze imperiali impegnate contro l'esercito delle Regine Nere.

### Approfondimenti
- In questo albo Ian dice di aver vissuto per due anni al fianco di un mago militare. Il protagonista fa riferimento al periodo in cui è stato un membro di una compagnia mercenaria, come raccontato nella serie Senzanima[10]
- In questa albo viene fatto riferimento a tutti i principali e più importanti regni dell'Erondàr e al loro allineamento rispetto all'Impero: Raghnar, Lehorian, Candarya, Aelig, Aergyll e Tah-Ras. A questi si aggiungono anche il popolo dei Nani, degli Elfi di Frondascura e di quello dei Re Pastori[11].
- L'albo è temporalmente collocato prima della saga della "Guerra delle Regine Nere" che viene raccontata nella serie mensile di Dragonero, seppure la sua pubblicazione sia in contemporanea con la medesima[12], ma dopo gli eventi della storia Nel cuore dell'impero[13].
- Il finale della storia si ricollega, attraverso la figura e la voce narrante di Gmor Burpen, direttamente agli eventi narrati nell'albo mensile numero 62, Il giorno degli eroi, pubblicato in concomitanza allo Speciale stesso.

## Le ali della Strige
Durante una sosta presso una locanda, Ian, Gmor e Sera incontrano un uomo, un magistrato sanitario, che ha premura di raccontare loro un bizzarro fatto accaduto presso il suo paese, Pietrachiara: due pescatori hanno visto precipitare dal cielo nelle acque lago un ragazzo con le braccia e il dorso ricoperti di piume, conficcate sotto pelle. Il medico durante l'autopsia ha potuto riconoscerne l'identità da una curiosa voglia sul suo fianco, scoprendo che quel ragazzo era stato il primo di una lunga serie di neonati scomparsi dalla culla, sparizioni accadute nella regione negli ultimi vent'anni. Delle scomparse la popolazione ha sempre incolpato le Strigi, creature a cui le leggende attribuiscono queste azioni, ma in ogni modo l'uomo pensa che i rapiti possano essere ancora vivi, prigionieri in qualche luogo della regione.
Il magistrato chiede a Ian di perorare la loro causa presso il prefetto, poiché in passato le autorità non hanno mai voluto indagare, e seppure all'inizio il Varliedarto affermi di voler fare solo questo, una volta incontrata la madre di uno degli infanti rapiti, decide di accettare le indagini, venendo affiancato da una squadra di mercenari assoldati dalla famiglia della donna. La squadra è capeggiata da una vecchia conoscenza di Ian dei suoi tempi come mercenario, il Carogna.
Avuto modo di leggere i rapporti sulle sparizioni, Ian riesce a trovare una pista in base ai luoghi delle sparizioni che fanno cerchio intorno a un borgo montuoso, Ertocolle, ormai abbandonato da decenni e che gode di una cattiva fama. Il gruppo raggiunge così il paese che risulta isolato a causa di un crollo. Per ovviare a questo problema si mettono a costruire un ponte autoreggente di cui Ian aveva preso nota nel suo taccuino da viaggio. Le operazioni durano fino al calar della sera e durante la stessa vengono attaccati da una creatura alata che si rivela essere una Strige, che compie una strage a cui sopravvivono solo Ian e il Carogna.
Il giorno dopo i due si dirigono verso il borgo sfruttando il ponte e, approfittando dell'assenza della creatura che si è allontanata insieme ad un ragazzo ricoperto di piume esattamente come quello precipitato nel lago, scoprono all'interno di un edificio, ora nido della creatura, una decina e più di bambini e ragazzi che si esprimono a versi, capendo essere i neonati rapiti negli anni che la Strige ha cresciuto tra quelle mura.
Nel frattempo la Strige ritorna, sola, e Ian e il Carogna le tendono un agguato in cui non hanno la meglio: il mercenario viene scaraventato da una finestra mentre il Varliedarto viene azzannato. Sorseggiando il sangue dell'uomo la Strige si calma e cerca di spiegare a suo modo le sue intenzioni. Tramite dei disegni sul muro fatti dai bambini, Ian comprende che tutto quello che lei vuole è una prole e i bambini rapiti, una volta adulti, diventano suoi compagni con cui tentare la riproduzione.
Ian le intima di lasciarli andare ma la Strige riesce ad avere la meglio su di lui, disarmandolo tramite un ricatto, venendo infine salvato dal Carogna che trafigge la creatura con la spada del Varliedarto. Vedendola fuggire con la spada ancora conficcata nel corpo, Ian si lancia contro di lei afferrandola per le gambe prima che lei spicchi il volo attraverso la finestra. Mentre stanno volando, Ian riesce a estrarre la spada dalle carni della strige, ma un colpo d'ala gli fa perdere la presa, precipitando verso il suolo.
La sua caduta viene però rallentata dalla Strige stessa, che gli fa toccare terra sano e salvo. Ian osserva la creatura, guarita incredibilmente dalla ferita infertagli dal Carogna, emettere in lacrime un grido, visivamente felice, per poi andarsene. Il Varliedarto ritorna così a Ertocolle per recuperare il Carogna e i bambini per riportarli alle loro famiglie.

### Approfondimenti
- La storia si colloca dopo gli eventi della Guerra delle Regine Nere e le imprese da lui compiute durante la stessa hanno portato a Ian grande fama, ispirando ammirazione e curiosità, attribuendogli nuovi titoli onorifici: "Cavalcatore di Draghi" e "Uccisore della Regina".
- Come compagno d'avventura, Ian ritrova il Carogna, suo vecchio commilitone presso la compagnia mercenaria dei "Senzanima". Questa è il secondo incontro che avviene tra i due personaggi al di fuori della serie d'origine del mercenario ovvero Dragonero Senzanima.

## Cuore di tenebra
In seguito alla battaglia finale tra le forze congiunte dell'Erondàr e quelle delle Regine Nere, l'isola volante di quest'ultime precipitò presso il Regno di Lehorian e dalle sue rovine iniziò a crescere e ad espandersi una nuova e pericolosa forma di vegetazione, nata dalle sementi speciali che gli Elfi Neri avevano coltivato per ripristinare la foresta primigenia esistente nel remoto passato del continente. Venne così a formarsi la Foresta Nera che si pose come ostacolo naturale all'unico sbocco del continente sul mare occidentale.
In piena ribellione contro l'Impero retto dall'usurpatore Leario, Ian insieme a Myrva, Gmor, Sera e ad una squadra di tecnocrati si imbarcano su un natante speciale per percorrere la via fluviale che attraversa la Foresta Nera e conquistare la via verso il mare per conto dei ribelli in modo da dare loro un vantaggio strategico. Al tempo stesso Myrva e Sera conducono delle missioni esplorative di carattere scientifico mentre Ian tenta di rintracciare la perduta Pietra dei Draghi per conto di Ausofer, come protezione nel caso di un futuro ritorno deglI Abominii; seguendo le indicazioni di un frammento vetrificato di sangue di drago fornitogli dall'ex Cancelliere ad un certo punto Ian è costretto a scendere a terra e inoltrarsi nella vegetazione con un drappello al seguito tra cui Gmor, Sera e la tecnocrate Izar.
Il frammento li guida fino ad un enorme albero e Ian intuisce che la Pietra sia custodita sotto di esso. Iniziano a farsi strada tra le radici quando vengono attaccati da alcune letali creature vegetali che uccidono alcuni tecnocrati scagliando aculei contro di loro. Una volta sconfitti, Ian si addentra in un cunicolo sotto le radici fino ad un antro dove giace la Pietra. Una volta estratta, Izar mette in atto il suo piano segreto: fa esplodere un ordigno sul natante spingendo il gruppo a dividersi e a lasciare solo lei ed Ian a custodia della Pietra, poi lo tramortisce e avvisa tramite una lanterna luminosa un nuvolante pilotato da suoi collaboratori per fuggire con il prezioso oggetto. 
Ian rinviene in tempo per assistere all'attacco che la foresta scaglia contro il nuvolante uccidendone l'equipaggio. Messosi alla ricerca della Pietra, Ian si imbatte nel corpo senza vita di Izar, mosso come un burattino da entità misteriose che comunicano con il Varliedarto tramite la donna. Lo avvisano che non gli lasceranno recuperare la Pietra, causa della mutazione delle sementi che hanno dato vita a loro, alla foresta che chiamano Onnivivente. Non vogliono fargli del male e anzi faranno sì che la vegetazione e le creature che compongono la foresta li lascino in passare, ma lo ammoniscono a non perdere altro tempo e a non tentare di sottrarre nuovamente la Pietra.
Ian si riunisce al gruppo e, una volta abbandonata la nave su delle piccole lance, racconta loro cosa gli è accaduto e dell'esistenza di piante intelligenti dotate di una coscienza collettiva. Una volta raggiunto l'estuario del fiume entrano in contatto con delle strane bambine dai capelli argentei fuoriuscite dalla foresta che vengono prontamente attaccate dagli uomini della nave che Ausofer aveva posto in attesa del loro arrivo. Il capitano rivela che quelle "bambine" non sono che mostri antropofagi che hanno ucciso metà del suo equipaggio. Comprendendo il pericolo che potrebbe sorgere nel caso un giorno le creature della Foresta Nera decidessero di lasciarla e venire nell'Erondàr, Sera risponde che dovranno trovare un accordo per convivere con esse allo stesso modo di come gli Elfi Silvani hanno fatto con gli esseri primordiali che vivono nel profondo della foresta di Vetwasilvhe.

### Approfondimenti
- Il titolo dell'albo riprende l'omonimo romanzo di Joseph Conrad.

- Lungo il fiume il gruppo si imbatte negli imponenti resti di Jinn'en Pohos'atvè, il drago schieratosi al fianco delle Regine Nere e sconfitto dal Signore dei draghi Mahsēnā-Ādhēśa, e nei resti della città di Nedvian, capitale del decaduto regno di Lehorian.
- L'"Onnivivente" come essere del mondo di Dragonero è stato introdotto per la prima volta nel romanzo in prosa Il risveglio del Potente scritto da Luca Enoch, autore di "Cuore di tenebra".

## Il viaggio degli eroi
Prima dell'inizio della ribellione contro l'usurpatore Leario e della pandemia del "Pianto Rosso", un gruppo di amazzoni dei Regni Meridionali si intrufola nella casa di Ian, Gmor e Sera per rubare la scure di pietra regalata allo Scout da Zagor alla fine dell'avventura che li ha fatti incontrare. Seppure in un primo momento non si capisca la motivazione dietro a tale gesto, con il passare del tempo iniziano a verificarsi strane apparizioni di oggetti provenienti da altre realtà e questo porta Ian e Gmor, di comune accordo con Alben, a contattare Zagor per risolvere la situazione.
Una volta riunitisi presso l'eremo del Luresindo, Zagor e Cico apprendono che la scure è utilizzata come epicentro di un potente atto magico che sta attirando le diverse realtà verso di essa. Riconosciute le ladre grazie ad uno dei diari di viaggio di Børge il Rosso, sono così riusciti ad intuire che il manufatto si trovi nel territorio dei Regni Meridionali a Sud che sorgono nell'immensa distesa boschiva conosciuta come Silvhesùhre, il "Mare di alberi", ma nulla di più. Alben spiega che la presenza di Zagor è fondamentale poiché una volta che si saranno avvicinati abbastanza sarà in grado di percepire chiaramente la direzione in cui si trova la scure e in tal modo a recuperarla. Saliti su un nuvolante, i quattro partono verso Sud per recuperare la scure prima che si verifichi una catastrofe.
Coloro che sono all'origine di tali fenomeni sono un gruppo di sciamani sostenuto da una tribù di donne guerriere, le "Padrone delle ali", il cui obbiettivo è la realizzazione di una nuova età dell'oro attraverso un rituale che porti all'unificazione di tutte le realtà esistenti e un ritorno ad uno stato paradisiaco che era quello dei loro antenati. La quasi totalità della tribù, tra cui le Anziane, è dalla loro parte, ma un gruppo guidato da una guerriera chiamata Ubekwenisha non condivide il piano, ritenendolo folle, in quanto pensa che porterebbe i terribili Abominii nel suo mondo. Scacciate come eretiche, decidono di non desistere e di trovare un modo per fermare il rituale.
Dopo un lungo viaggio, ostacolato anche dalle vedette di confine dei Regni Meridionali, Ian, Zagor, Gmor e Cico giungono infine nei pressi del luogo dove gli sciamani stanno effettuando il rituale, un cratere protetto dalla Padrone delle ali a loro fedeli. Sulla via incontrano le guerriere di Ubekwenisha con cui stringono un'alleanza. Mentre Gmor e Cico fungono da diversivo, Ian e le guerriere si lanciano verso il pinnacolo degli sciamani con l'obbiettivo di farci arrivare Zagor, in grado di toccare la scure ora al centro del vortice magico in quanto provenienti dallo stesso mondo. 
Il piano va a buon fine e il pericolo è sventato. Una volta lasciato il cratere, i quattro si separano dal festante gruppo delle guerriere per intraprendere la strada che li riporterà a casa.

### Approfondimenti
- All'interno della storia compaiono alcuni oggetti riconducibili ad altre serie Bonelli: l'Alfa Building di Nathan Never nel suo aspetto dopo la guerra dei mondi[20], uno degli aerei tedeschi ucronici visti nella serie Lilith[21] e il maggiolone di Dylan Dog.
- Il personaggio di Ubekwenisha e la sua tribù sono state introdotte per la prima volta nel romanzo in prosa Il risveglio del Potente scritto da Luca Enoch, autore di "Il viaggio degli eroi"

## I figli del mito
Nel suo eremo un anziano Gmor sta proseguendo la realizzazione della sua enciclopedia, ampliando alcune voci di un volume dedicato alle creature leggendarie, eppure esistenti, dell'Erondàr. Ogni voce è arricchita anche da racconti dedicati agli incontri da lui avuti con le suddette creature. 
Da ragazzo mentre affrontava un rito di passaggio in cui doveva cacciare una preda nella foresta, ebbe modo di incontrare un membro della razza dei Ciclopi. Questi era stato incaricato dalla sua gente, ora in uno stato dormiente, di vegliare in modo da poterli avvertire del ritorno da Occidente delle Fenici Dorate. Esso è il segnale con cui dare inizio alla distruzione totale di ogni essere vivente esistente che i Ciclopi operano ciclicamente da tempi remoti, considerandosi la suprema igiene del mondo. Gmor riuscì a far cadere in un sonno profondo il Ciclope obbligandolo a chiudere la sua palpebra e sventando in questo modo l'apocalisse portata dal suo popolo, cacciando poco dopo anche una coppia di uccelli dal manto dorato.
Durante l'esodo del suo clan a causa delle purghe imperiali, Gmor rimase separato dal resto della colonna mentre attraversavano la via sotterranea dei Nani finendo in un labirinto naturale dove si imbatté in tre giovani lasciati dalle genti del luogo come vittime sacrificali ad una feroce creatura, Virěthauro, ritenendo che fosse la causa dei terremoti. Gmor decise di liberarli e portarli con sé, ma purtroppo il gruppo finì proprio nella tana del mostro, cosa che spinse il giovane orco a pensare di tendergli una trappola proprio al suo interno. Sfruttando le ossa delle vittime e dei pasti del Virěthauro, Gmor riuscì nell'impresa e lo uccise, donando la testa ai tre ragazzi in modo che la usassero come mezzo per intimorire coloro che li ostracizzati e condannati a quella fine terribile.
Dopo la morte di suo padre e la distruzione del suo clan in seguito ad una nuova purga imperiale Gmor era allo sbando e si guadagnava da vivere come combattente a pagamento. Fu in quel periodo che venne attirato da una Lamia che gli chiese di essere il suo campione e proteggerla dai maschi della sua specie che le stavano dando la caccia per divorare la sua prole. Gmor le rispose che lo avrebbe fatto in cambio di una ricompensa e la Lamia gli disse che gli avrebbe fatto dono di un'ascia, chiamata Trollslàkta. Convinto dall'offerta accettò, riuscendo nell'impresa.
In passato e insieme ad Ian, Gmor incontrò anche un Basilisco che stava creando problemi in un feudo a causa della sua particolare alimentazione a base di pietre e rocce di ogni tipo, causando anche il crollo del castello del barone locale. Grazie anche alla collaborazione del nano Antracite e dei suoi minatori, riuscirono con l'astuzia a sbarazzarsi della creatura, intoccabile a causa del suo potere di tramutare in pietra ogni cosa che entrasse a contatto con la sua pelle, allontanandola dall'Erondàr.

### Approfondimenti
- La versione anziana di Gmor che vive in un eremo affiancato da elfi e intento a redigere un'opera enciclopedica ha debuttato per la prima volta Dragonero 65 intitolato Il senza cuore.

- In questo Speciale viene raccontato come Gmor ottiene la sua ascia, "Macellatrice di Troll".

## Il regno dei lupi
Il tenente Ian Aranill e la sua squadra di Incursori imperiali si dirigono presso una regione nel Margondàr settentrionale per compiere una missione: da una settimana i monaci e gli studenti del monastero di Alcînalt sono stati sequestrati da un gruppo di rivoltosi locali delle aree pedemontane che come primo "messaggio" hanno scagliato dieci monaci nel vuoto, lasciando i loro corpi alle intemperie e impedendone la sepoltura sotto la minaccia di altre vittime.
Unitisi alla guarnigione imperiale dislocata sul posto guidata dal comandante Rehel Debranill, Ian scopre da un'arma che i ribelli appartengono al popolo dei Wolniciòviek che ha avuto modo di conoscere ai tempi della sua militanza nella compagnia mercenaria dei Senzanima, confermando la pericolosità dei loro avversari. Per pianificare al meglio un attacco contro i sequestratori è necessario conoscere l'interno del monastero e Ian, cogliendo l'occasione di un incontro per imbastire le trattative, si offre volontario per l'esplorazione; si dirige così ai piedi del picco su cui sorge il monastero e viene scortato al suo interno per parlare con il Dovùzka, il capo dei rivoltosi. Il clima è teso e il giovane tenente percepisce chiaramente l'odio negli occhi dei ribelli, che per mantenersi all'erta consumano Khat, un'erba speciale che alla lunga causa sovraeccitazione, assistendo all'esecuzione di uno di loro poiché ha disobbedito agli ordini dando da mangiare ai prigionieri.
Il Dovùzka, presentatosi come Roch figlio di Pawel, fa mostrare a Ian la struttura e le terribili condizioni in cui sono tenuti i prigionieri, scoprendo al contempo tramite la sua guida, Marek, il tragico passato del popolo Wolniciòviek: un decennio prima le orde dei Wilkòjezdje, briganti nomadi dei monti, attaccarono le loro terre seminando morte e distruzione, divenendo il territorio di branchi di lupi. Successivamente l'Impero è giunto in quelle terre e scacciò i Wilkòjezdje, ma non se andò più iniziando un'intensa attività mineraria per l'estrazione della Lùresilca, importante elemento per l'economia imperiale. I Wolniciòviek compresero che l'Impero aveva assoldato i nomadi per compiere le incursioni e giustificare il loro intervento, utilizzando l'attuale comandante della guarnigione imperiale come tramite.
Ian non crede a questa versione dei fatti e rimane scioccato dal modo in cui sono trattati i monaci e i ragazzi prigionieri, reclusi senza cibo, senza vestiti, lasciati nei loro escrementi, domandando a Marek se sia giusto il trattamento che stavano riservando loro. Nella conversazione interviene Roch che si domanda perché dovrebbero avere pietà e piangere per i figli dei loro oppressori e dei loro maestri quando in passato loro non ne hanno ricevuta affatto, aggiungendo che lui ha ormai pianto tutte le sue lacrime.
Ian comprende le intenzioni di Roch e dei suoi ribelli: uccidere tutti i prigionieri per mandare un messaggio all'Impero. L'uomo conferma e fa portare Ian sul baratro del picco roccioso per gettarlo di sotto, legandogli addosso un messaggio scritto per i suoi superiori. Ian aveva però organizzato la sua fuga con gli altri Incursori e una volta gettatosi spontaneamente nel vuoto viene tratto in salvo da una rete galleggiante rilasciata da Leyll, una sua compagna di squadra. Ritornato al campo-base, Ian ha modo di confrontarsi con il comandante della guarnigione facendo rapporto e chiedendo una spiegazione riguardo alle accuse espresse dai ribelli; Rehel conferma la versione dei ribelli aggiungendo che il piano era stato formulato con il Cancelliere Vrill Ausofer per ottenere le risorse di Lùresilca della regione.
Quella notte gli Incursori partono con un nuvolante alla volta del monastero per poi librarsi in volo singolarmente con gli Höke, speciali alianti in loro dotazione. Una volta eliminate tutte le sentinelle perimetrali, la squadra elimina quelle interne e i ribelli ritiratisi nei dormitori a riposare per poi ingaggiare battaglia con le forze rimaste. A quel punto Roch da fuoco ai pozzi del monastero riempiti con olio pirico e si dà alla fuga con un nuvolante; dopo aver messo al sicuro gli scolari prigionieri, Ian e Leyll si mettono al suo inseguimento con gli Höke. Accortosi della loro presenza, Roch scaglia una freccia incendiaria contro l'aliante di Ian che prende fuoco, ma quest'ultimo sfrutta la cosa mandandolo a schiantarsi contro il nuvolante nemico, abbattendolo.
Il nuvolante finisce sulle sponde del fiume sottostante e lì Ian, raggiunto anche da Leyll, ingaggia un ultimo scontro con il capo dei ribelli che rifiuta di arrendersi preferendo lottare e morire sulla sua terra. Nel combattimento, Leyll rimane ferita e Roch trafitto dalla spada di Ian. In punto di morte, il Dovùzka dei Wolniciòviek riconosce il valore del suo avversario e decide di non ucciderlo tramite un'arma della sua gente, un aculeo avvelenato riservato ai traditori e ai vigliacchi chiamato "Morso del crotalo", arma che dà la morte a Rehel presso il monastero dove è sopraggiunto con la sua guarnigione. Ian decide di dare degna sepoltura al corpo di Roch affinché non venga esposto come un trofeo nella capitale dell'Impero.
Portati in salvo gli ultimi superstiti e lasciate quelle terre, Ian si ritrova a pensare alle parole di Rehel riguardo al benessere dell'Impero ottenuto anche attraverso azioni crudeli, giungendo alla conclusione che per quanto ciò fosse vero non sarebbe mai stato giusto.

### Approfondimenti
- Questo è il primo fumetto di Dragonero con una storia interamente ambientata durante il periodo da Incursore di Ian Aranill.
- Massimo Dall'Oglio ha vinto il premio Carlo Boscarato 2022 al miglior disegnatore per la realizzazione di Il regno dei lupi[24].

## Sole rosso
Come richiesto da Ausofer, Ian e Gmor si recano presso la città indipendente di Lewendàrt per incontrare Myrva e Rauden, un suo amico tecnocrate ritiratosi da anni dalla Gilda, con l'obbiettivo di recuperare delle mappe che contengono informazioni sulle vie e i passaggi interni della città di Vàhlendàrt e delle sue cinta murarie, in vista del prossimo assedio sotto cui le forze ribelli delle Spade di Giustizia intendono mettere la città. Mentre avviene l'incontro la città viene assaltata da un'orda di non-morti, provenienti dalle forre dove erano stati tumulati tutti i caduti della battaglia della Piana dei Ciclopi contro l'esercito delle Regine Nere, risvegliati dalla negromanzia di Saul Jeranas.
Per impedire che l'orda si diriga verso la capitale, riunendosi al resto dell'armata risvegliata, e al tempo stesso evitare un massacro delle popolazione di Lewendàrt, il gruppo elabora un piano che prevede di attirare i non-morti, passando per la via della vecchia funicolare, nella fortezza posta in cima al promontorio su cui è costruita la città e di annientarli con l'olio pirico una volta rinchiusi nella piazza d'armi al suo interno. Coordinatisi con la guardia cittadina, il piano viene messo in atto al prezzo della vita di molti soldati, ma riesce con un cambio all'ultimo, avendo deciso di dare fuoco ai non-morti mentre si trovano ancora lungo la via della funicolare.

### Approfondimenti
- La storia contenuta in questo Speciale fa da raccordo tra gli albi 29 (Il Luresindo) e 30 (L'esercito del male) di Dragonero il ribelle e da prologo agli eventi iniziati in quest'ultimo.

- Per la prima volta nella collana una parte dell'albo viene dedicata a materiale non fumettistico: un corposo insieme di illustrazioni che ritraggono città e specifici luogo presenti nell'Erondàr con alcuni redazionali di approfondimento, attribuiti ad una speciale gilda chiamata Gilda del Sole Rosso.
- Vengono indicati per la prima volta quali sono i motti della Gilda dei Mercanti (Noi varchiamo i confini) e della Gilda del Sole Rosso (Noi segniamo i confini).